# CONCACAF Champions League 2015/16
Die CONCACAF Champions League 2015/2016 war die achte Auflage des Wettbewerbs unter diesem Namen. Das Turnier begann am 5. August 2015 mit der Gruppenphase und endete mit den Finalspielen am 20. und 27. April 2016. Titelverteidiger war der mexikanische Verein Club América.
Club América konnte seinen Titel aus der Vorsaison verteidigen und gewann den Wettbewerb zum insgesamt siebten Mal. Sie qualifizierten sich damit als Repräsentant der CONCACAF für die FIFA-Klub-Weltmeisterschaft 2016 in Japan.

## Modus
An der Champions League 2015/16 nehmen 24 Mannschaften aus 12 Nationen teil. In der Gruppenphase spielen sie in acht Gruppen zu je drei Mannschaften die acht Teilnehmer für die K.-o.-Runde aus. Haben nach der Gruppenphase zwei oder mehr Teams die gleiche Anzahl an Punkten entscheiden folgende Kriterien in der Reihenfolge:
1. Anzahl der Punkte im direkten Vergleich
2. Bessere Tordifferenz im direkten Vergleich
3. Höhere Anzahl an Auswärtstoren im direkten Vergleich
4. Bessere Tordifferenz aus allen Gruppenspielen
5. Höhere Anzahl an Toren aus allen Gruppenspielen
6. Höhere Anzahl an Auswärtstoren aus allen Gruppenspielen
7. Losentscheid

Die acht Gruppensieger treten dann in einer K.-o.-Phase jeweils in einem Hin- und Rückspiel gegeneinander an, dabei gilt die Auswärtstorregel. Auch das Finale wird in einem Hin- und Rückspiel entschieden.

## Teilnehmerfeld
An der CONCACAF Champions League 2015/16 nehmen 24 Mannschaften teil. Die Mannschaften kamen aus Nordamerika, der Karibik und Zentralamerika.
| - Mexiko (Liga MX – 2014/15) - CF América - Querétaro Fútbol Club - Santos Laguna - UANL Tigres - Vereinigte Staaten (Major League Soccer – 2014) - D.C. United - Los Angeles Galaxy - Real Salt Lake - Seattle Sounders FC - Kanada (Canadian Championship – 2015) - Vancouver Whitecaps - Costa Rica (Primera División) - CD Saprissa - CS Herediano - Honduras (Liga Nacional) - CD Motagua - CD Olimpia |  | - Guatemala (Liga Nacional) - CSD Comunicaciones - CSD Municipal - Panama (ANAPROF) - Club Deportivo Árabe Unido - San Francisco FC - El Salvador (Primera Divisíon) - AD Isidro Metapán - Santa Tecla FC - Nicaragua (Primera División de Nicaragua) - Deportivo Walter Ferretti - Belize (Premier League of Belize) - Hankook Verdes - Karibik (CFU Club Championship) - Central FC - W Connection - Montego Bay United FC |

## Gruppenphase
Die Spiele der Gruppenphase fanden von August bis Oktober 2015 statt.

### Gruppe A
| Pl. | Verein        | Sp. | S | U | N | Tore    | Diff. | Punkte |
| --- | ------------- | --- | - | - | - | ------- | ----- | ------ |
| 1.  | Santos Laguna | 4   | 3 | 0 | 1 | 012:300 | +9    | 09     |
| 2.  | CD Saprissa   | 4   | 2 | 0 | 2 | 008:900 | −1    | 06     |
| 3.  | W Connection  | 4   | 1 | 0 | 3 | 002:100 | −8    | 03     |

| 4. August 2015     |     |                                                  |
| Santos Laguna      | 4:0 | W Connection \|\| Estadio TSM Corona             |
| 20. August 2015    |     |                                                  |
| CD Saprissa        | 4:0 | W Connection \|\| Estadio Ricardo Saprissa Aymá  |
| 25. August 2015    |     |                                                  |
| CD Saprissa        | 2:1 | Santos Laguna \|\| Estadio Ricardo Saprissa Aymá |
| 16. September 2015 |     |                                                  |
| W Connection       | 2:1 | CD Saprissa \|\| Hasely Crawford Stadium         |
| 22. September 2015 |     |                                                  |
| W Connection       | 0:1 | Santos Laguna \|\| Hasely Crawford Stadium       |
| 20. Oktober 2015   |     |                                                  |
| Santos Laguna      | 6:1 | CD Saprissa \|\| Estadio TSM Corona              |

### Gruppe B
| Pl. | Verein            | Sp. | S | U | N | Tore    | Diff. | Punkte |
| --- | ----------------- | --- | - | - | - | ------- | ----- | ------ |
| 1.  | UANL Tigres       | 4   | 2 | 2 | 0 | 005:300 | +2    | 08     |
| 2.  | CS Herediano      | 4   | 1 | 2 | 1 | 004:300 | +1    | 05     |
| 3.  | AD Isidro Metapán | 4   | 1 | 0 | 3 | 004:700 | −3    | 03     |

| 6. August 2015     |     |                                                       |
| CS Herediano       | 3:0 | AD Isidro Metapán \|\| Estadio Eladio Rosabal Cordero |
| 18. August 2015    |     |                                                       |
| UANL Tigres        | 2:1 | AD Isidro Metapán \|\| Estadio Universitario          |
| 26. August 2015    |     |                                                       |
| CS Herediano       | 1:1 | UANL Tigres \|\| Estadio Eladio Rosabal Cordero       |
| 17. September 2015 |     |                                                       |
| AD Isidro Metapán  | 2:0 | CS Herediano \|\| Estadio Jorge Calero Suárez         |
| 24. September 2015 |     |                                                       |
| AD Isidro Metapán  | 1:2 | UANL Tigres \|\| Estadio Jorge Calero Suárez          |
| 21. Oktober 2015   |     |                                                       |
| UANL Tigres        | 0:0 | CS Herediano \|\| Estadio Universitario               |

### Gruppe C
| Pl. | Verein                | Sp. | S | U | N | Tore    | Diff. | Punkte |
| --- | --------------------- | --- | - | - | - | ------- | ----- | ------ |
| 1.  | Querétaro Fútbol Club | 4   | 2 | 1 | 1 | 011:200 | +9    | 07     |
| 2.  | San Francisco FC      | 4   | 2 | 0 | 2 | 011:500 | +6    | 06     |
| 3.  | Hankook Verdes        | 4   | 1 | 1 | 2 | 002:170 | −15   | 04     |

| 4. August 2015        |     |                                              |
| Querétaro Fútbol Club | 2:0 | San Francisco FC \|\| Estadio La Corregidora |
| 18. August 2015       |     |                                              |
| Hankook Verdes        | 0:0 | Querétaro Fútbol Club \|\| FFB Field         |
| 26. August 2015       |     |                                              |
| San Francisco FC      | 2:1 | Querétaro Fútbol Club \|\| Estadio Maracaná  |
| 17. September 2015    |     |                                              |
| Querétaro Fútbol Club | 8:0 | Hankook Verdes \|\| Estadio La Corregidora   |
| 22. September 2015    |     |                                              |
| Hankook Verdes        | 2:1 | San Francisco FC \|\| FFB Field              |
| 22. Oktober 2015      |     |                                              |
| San Francisco FC      | 8:0 | Hankook Verdes \|\| Estadio Maracaná         |

### Gruppe D
| Pl. | Verein             | Sp. | S | U | N | Tore    | Diff. | Punkte |
| --- | ------------------ | --- | - | - | - | ------- | ----- | ------ |
| 1.  | Los Angeles Galaxy | 4   | 2 | 2 | 0 | 012:300 | +9    | 08     |
| 2.  | Central FC         | 4   | 1 | 1 | 2 | 003:700 | −4    | 04     |
| 3.  | CSD Comunicaciones | 4   | 1 | 1 | 2 | 002:700 | −5    | 04     |

| 6. August 2015     |     |                                                   |
| Los Angeles Galaxy | 5:1 | Central FC \|\| StubHub Center                    |
| 18. August 2015    |     |                                                   |
| Los Angeles Galaxy | 5:0 | CSD Comunicaciones \|\| StubHub Center            |
| 27. August 2015    |     |                                                   |
| CSD Comunicaciones | 1:0 | Central FC \|\| Estadio Cementos Progreso         |
| 17. September 2015 |     |                                                   |
| Central FC         | 1:0 | CSD Comunicaciones \|\| Hasely Crawford Stadium   |
| 23. September 2015 |     |                                                   |
| Central FC         | 1:1 | Los Angeles Galaxy \|\| Hasely Crawford Stadium   |
| 21. Oktober 2015   |     |                                                   |
| CSD Comunicaciones | 1:1 | Los Angeles Galaxy \|\| Estadio Cementos Progreso |

### Gruppe E
| Pl. | Verein                    | Sp. | S | U | N | Tore    | Diff. | Punkte |
| --- | ------------------------- | --- | - | - | - | ------- | ----- | ------ |
| 1.  | CF América                | 4   | 3 | 1 | 0 | 009:200 | +7    | 10     |
| 2.  | CD Motagua                | 4   | 2 | 1 | 1 | 005:600 | −1    | 07     |
| 3.  | Deportivo Walter Ferretti | 4   | 0 | 0 | 4 | 002:800 | −6    | 0      |

| 5. August 2015            |     |                                                                |
| CF América                | 4:0 | CD Motagua \|\| Aztekenstadion                                 |
| 19. August 2015           |     |                                                                |
| CF América                | 1:0 | Deportivo Walter Ferretti \|\| Aztekenstadion                  |
| 27. August 2015           |     |                                                                |
| CD Motagua                | 2:0 | Deportivo Walter Ferretti \|\| Estadio Nacional de Tegucigalpa |
| 16. September 2015        |     |                                                                |
| Deportivo Walter Ferretti | 1:3 | CF América \|\| Estadio Nacional Dennis Martínez               |
| 24. September 2015        |     |                                                                |
| Deportivo Walter Ferretti | 1:2 | CD Motagua \|\| Estadio Nacional Dennis Martínez               |
| 20. Oktober 2015          |     |                                                                |
| CD Motagua                | 1:1 | CF América \|\| Estadio Nacional de Tegucigalpa                |

### Gruppe F
| Pl. | Verein              | Sp. | S | U | N | Tore    | Diff. | Punkte |
| --- | ------------------- | --- | - | - | - | ------- | ----- | ------ |
| 1.  | Seattle Sounders FC | 4   | 2 | 1 | 1 | 006:300 | +3    | 07     |
| 2.  | CD Olimpia          | 4   | 2 | 0 | 2 | 003:300 | ±0    | 06     |
| 3.  | Vancouver Whitecaps | 4   | 1 | 1 | 2 | 002:500 | −3    | 04     |

| 5. August 2015      |     |                                                          |
| Vancouver Whitecaps | 1:1 | Seattle Sounders FC \|\| BC Place Stadium                |
| 19. August 2015     |     |                                                          |
| Seattle Sounders FC | 2:1 | CD Olimpia \|\| CenturyLink Field                        |
| 26. August 2015     |     |                                                          |
| CD Olimpia          | 1:0 | Seattle Sounders FC \|\| Estadio Nacional de Tegucigalpa |
| 16. September 2015  |     |                                                          |
| Vancouver Whitecaps | 1:0 | CD Olimpia \|\| BC Place Stadium                         |
| 23. September 2015  |     |                                                          |
| Seattle Sounders FC | 3:0 | Vancouver Whitecaps \|\| CenturyLink Field               |
| 22. Oktober 2015    |     |                                                          |
| CD Olimpia          | 1:0 | Vancouver Whitecaps \|\| Estadio Nacional de Tegucigalpa |

### Gruppe G
| Pl. | Verein         | Sp. | S | U | N | Tore    | Diff. | Punkte |
| --- | -------------- | --- | - | - | - | ------- | ----- | ------ |
| 1.  | Real Salt Lake | 4   | 3 | 1 | 0 | 004:100 | +3    | 10     |
| 2.  | CSD Municipal  | 4   | 1 | 1 | 2 | 003:400 | −1    | 04     |
| 3.  | Santa Tecla FC | 4   | 0 | 2 | 2 | 003:500 | −2    | 02     |

| 4. August 2015     |     |                                          |
| CSD Municipal      | 0:1 | Real Salt Lake \|\| Estadio Mateo Flores |
| 20. August 2015    |     |                                          |
| Santa Tecla FC     | 1:1 | CSD Municipal \|\| Estadio Las Delicias  |
| 25. August 2015    |     |                                          |
| CSD Municipal      | 2:1 | Santa Tecla FC \|\| Estadio Mateo Flores |
| 15. September 2015 |     |                                          |
| Santa Tecla FC     | 0:0 | Real Salt Lake \|\| Estadio Las Delicias |
| 24. September 2015 |     |                                          |
| Real Salt Lake     | 2:1 | Santa Tecla FC \|\| Rio Tinto Stadium    |
| 20. Oktober 2015   |     |                                          |
| Real Salt Lake     | 1:0 | CSD Municipal \|\| Rio Tinto Stadium     |

### Gruppe H
| Pl. | Verein                     | Sp. | S | U | N | Tore    | Diff. | Punkte |
| --- | -------------------------- | --- | - | - | - | ------- | ----- | ------ |
| 1.  | D.C. United                | 4   | 3 | 1 | 0 | 009:300 | +6    | 10     |
| 2.  | Club Deportivo Árabe Unido | 4   | 2 | 0 | 2 | 005:400 | +1    | 06     |
| 3.  | Montego Bay United FC      | 4   | 0 | 1 | 3 | 004:110 | −7    | 01     |

| 5. August 2015             |     |                                                                    |
| Club Deportivo Árabe Unido | 3:0 | Montego Bay United FC \|\| Estadio Maracaná                        |
| 19. August 2015            |     |                                                                    |
| Club Deportivo Árabe Unido | 0:1 | D.C. United \|\| Estadio Maracaná                                  |
| 25. August 2015            |     |                                                                    |
| D.C. United                | 3:0 | Montego Bay United FC \|\| Robert F. Kennedy Memorial Stadium      |
| 15. September 2015         |     |                                                                    |
| D.C. United                | 2:0 | Club Deportivo Árabe Unido \|\| Robert F. Kennedy Memorial Stadium |
| 22. September 2015         |     |                                                                    |
| Montego Bay United FC      | 3:3 | D.C. United \|\| Montego Bay Sports Complex                        |
| 22. Oktober 2015           |     |                                                                    |
| Montego Bay United FC      | 1:2 | Club Deportivo Árabe Unido \|\| Montego Bay Sports Complex         |

### Rangliste der Gruppenersten
| Pl. | Verein                | Sp. | S | U | N | Tore    | Diff. | Punkte | Gruppe |
| --- | --------------------- | --- | - | - | - | ------- | ----- | ------ | ------ |
| 1.  | CF América            | 4   | 3 | 1 | 0 | 009:200 | +7    | 10     | E      |
| 2.  | D.C. United           | 4   | 3 | 1 | 0 | 009:600 | +3    | 10     | H      |
| 3.  | Real Salt Lake        | 4   | 3 | 1 | 0 | 004:100 | +3    | 10     | G      |
| 4.  | Santos Laguna         | 4   | 3 | 0 | 1 | 012:300 | +9    | 09     | A      |
| 5.  | Los Angeles Galaxy    | 4   | 2 | 2 | 0 | 012:300 | +9    | 08     | D      |
| 6.  | UANL Tigres           | 4   | 2 | 2 | 0 | 005:300 | +2    | 08     | B      |
| 7.  | Querétaro Fútbol Club | 4   | 2 | 1 | 1 | 011:200 | +9    | 07     | C      |
| 8.  | Seattle Sounders FC   | 4   | 2 | 1 | 1 | 006:300 | +3    | 07     | F      |

## K.-o.-Runde

### Viertelfinale
Die Hinspiele des Viertelfinales fanden am 23. und 24. Februar 2016 statt, die Rückspiele am 1. und 2. März 2016
Zum ersten Mal in der Geschichte der CONCACAF Champions League haben sich für die K.-o.-Runde ausschließlich US-amerikanische und mexikanische Mannschaften qualifiziert, die Teams der anderen Verbände schieden allesamt in der Gruppenphase aus.
Die Spiele wurden nicht ausgelost, sondern über eine Setzliste bestimmt. An die acht Gruppensieger wurden entsprechend ihrer Rangfolge die Startnummern 1 bis 8 vergeben. Im Viertelfinale spielen dann die Mannschaften der Positionen 1 und 8, 2 und 7, 3 und 6 sowie 4 und 5 gegeneinander.
|                       | Gesamt |                | Hinspiel | Rückspiel |
| --------------------- | ------ | -------------- | -------- | --------- |
| Seattle Sounders FC   | 3:5    | CF América     | 2:2      | 1:3       |
| Querétaro Fútbol Club | 3:1    | D.C. United    | 2:0      | 1:1       |
| UANL Tigres           | 3:1    | Real Salt Lake | 2:0      | 1:1       |
| Los Angeles Galaxy    | 0:4    | Santos Laguna  | 0:0      | 0:4       |

### Halbfinale
Die Hinspiele des Halbfinales fanden am 15. und 16. März 2016 statt. Die Rückspiele wurden am 5. und 6. April 2016 ausgetragen.
|                       | Gesamt |             | Hinspiel | Rückspiel |
| --------------------- | ------ | ----------- | -------- | --------- |
| Querétaro Fútbol Club | 0:2    | UANL Tigres | 0:0      | 0:2       |
| Santos Laguna         | 0:1    | CF América  | 0:0      | 0:1 n. V. |

### Finale

#### Hinspiel
| UANL Tigres                                                                           | UANL Tigres | Club América | Club América |
| ------------------------------------------------------------------------------------- | --- | --- | ------------ |
| UANL Tigres                                                                           | \| 20. April 2016 um 20:45 Uhr (CDT) in San Nicolás de los Garza (Estadio Universitario) \| \| Ergebnis: 0:2 (0:0) \| \| Schiedsrichter: Roberto García Orozco ( Mexiko) \|                                                                                                   | \| 20. April 2016 um 20:45 Uhr (CDT) in San Nicolás de los Garza (Estadio Universitario) \| \| Ergebnis: 0:2 (0:0) \| \| Schiedsrichter: Roberto García Orozco ( Mexiko) \|                                                                                                 | Club América |
| UANL Tigres                                                                           | Nahuel Guzmán – José Rivas, Juninho , Hugo Ayala, Israel Jiménez – Javier Aquino, José Francisco Torres (70. Héctor Mancilla), Guido Pizarro, Jürgen Damm (61. Damián Ariel Álvarez) – André-Pierre Gignac, Rafael Sóbis (76. Lucas Zelarrayán) Cheftrainer: Ricardo Ferretti | Hugo González – Miguel Samudio, Pablo Aguilar, Paolo Goltz, Ventura Alvarado – Rubens Sambueza , Osvaldo Martínez, José Guerrero, Andrés Andrade (88. Osmar Mares) – Darío Benedetto (70. Erik Pimentel), Oribe Peralta (90.+2' Alejandro Díaz) Cheftrainer: Ignacio Ambríz | Club América |
| UANL Tigres                                                                           | 0:1 Darío Benedetto (49.) 0:2 Osvaldo Martínez (90.+3') | | Club América |
| UANL Tigres                                                                           | Nahuel Guzmán (57.) | Pablo Aguilar (23.), José Guerrero (56.), Hugo González (84.) | Club América |
| 20. April 2016 um 20:45 Uhr (CDT) in San Nicolás de los Garza (Estadio Universitario) | | |              |
| Ergebnis: 0:2 (0:0)                                                                   | | |              |
| Schiedsrichter: Roberto García Orozco ( Mexiko)                                       | | |              |

#### Rückspiel
| Club América                                                       | Club América | UANL Tigres | UANL Tigres |
| ------------------------------------------------------------------ | --- | --- | ----------- |
| Club América                                                       | \| 27. April 2016 um 20:45 Uhr (CDT) in Mexiko-Stadt (Aztekenstadion) \| \| Ergebnis: 2:1 (0:1) \| \| Schiedsrichter: Fernando Guerrero ( Mexiko) \| | \| 27. April 2016 um 20:45 Uhr (CDT) in Mexiko-Stadt (Aztekenstadion) \| \| Ergebnis: 2:1 (0:1) \| \| Schiedsrichter: Fernando Guerrero ( Mexiko) \| | UANL Tigres |
| Club América                                                       | Hugo González – Miguel Samudio, Pablo Aguilar, Paolo Goltz, Paul Aguilar – Rubens Sambueza , Osvaldo Martínez, Andrés Andrade (87. Erik Pimentel) – Oribe Peralta, Darío Benedetto (65. Michael Arroyo), Darwin Quintero (46. José Guerrero) Cheftrainer: Ignacio Ambríz | Nahuel Guzmán – Jorge Torres Nilo, Hugo Ayala, Juninho , Israel Jiménez (69. Fernando Fernández) – Damián Ariel Álvarez (57. Jürgen Damm), Jesús Dueñas, Guido Pizarro, Javier Aquino (82. Lucas Zelarrayán) – André-Pierre Gignac, Rafael Sóbis Cheftrainer: Ricardo Ferretti | UANL Tigres |
| Club América                                                       | 1:1 Michael Arroyo (69.) 2:1 Osvaldo Martínez (87./Foulelfmeter) | 0:1 André-Pierre Gignac (39.) | UANL Tigres |
| Club América                                                       | André-Pierre Gignac (43.) Paul Aguilar (43.), Rubens Sambueza (44.), Michael Arroyo (69.) | Damián Ariel Álvarez (45.), Jesús Dueñas (77.) | UANL Tigres |
| 27. April 2016 um 20:45 Uhr (CDT) in Mexiko-Stadt (Aztekenstadion) | | |             |
| Ergebnis: 2:1 (0:1)                                                | | |             |
| Schiedsrichter: Fernando Guerrero ( Mexiko)                        | | |             |

## Torschützenliste
Bei gleicher Anzahl von Treffern sind die Spieler alphabetisch sortiert.
| Platz           | Spieler             | Mannschaft            | Tore |
| --------------- | ------------------- | --------------------- | ---- |
| 01              | Emanuel Villa       | Querétaro Fútbol Club | 6    |
| 02              | Michael Arroyo      | Club América          | 5    |
|                 | Alan Gordon         | Los Angeles Galaxy    | 5    |
| 04              | Djaniny             | Santos Laguna         | 4    |
|                 | André-Pierre Gignac | UANL Tigres           | 4    |
|                 | Carlos Quintero     | Club América          | 4    |
| 07              | Lamar Neagle        | Seattle Sounders FC   | 3    |
|                 | Oribe Peralta       | Club América          | 3    |
|                 | Johnny Ruiz         | San Francisco FC      | 3    |
| Ende der Saison |                     |                       |      |